# Qurratulain Haider
Qurratulain Ain Haider (Aligarh, 20 de enero de 1927-Noida, 21 de agosto de 2007), fue una escritora india en urdu.
En su obras, critica el matrimonio como única meta de la vida de la mujer, el materialismo y el sistema de castas.